# Saint-Blaise (Alta Savoia)
Saint-Blaise és un municipi francès situat al departament de l'Alta Savoia i a la regió d'Alvèrnia-Roine-Alps. L'any 2007 tenia 259 habitants.

## Demografia

### Població
El 2007 la població de fet de Saint-Blaise era de 259 persones. Hi havia 88 famílies de les quals 19 eren unipersonals (8 homes vivint sols i 11 dones vivint soles), 23 parelles sense fills, 42 parelles amb fills i 4 famílies monoparentals amb fills.
La població ha evolucionat segons el següent gràfic:
Habitants censats

### Habitatges
El 2007 hi havia 109 habitatges, 93 eren l'habitatge principal de la família, 4 eren segones residències i 11 estaven desocupats. 88 eren cases i 18 eren apartaments. Dels 93 habitatges principals, 73 estaven ocupats pels seus propietaris, 15 estaven llogats i ocupats pels llogaters i 5 estaven cedits a títol gratuït; 2 tenien una cambra, 4 en tenien dues, 6 en tenien tres, 21 en tenien quatre i 61 en tenien cinc o més. 83 habitatges disposaven pel capbaix d'una plaça de pàrquing. A 31 habitatges hi havia un automòbil i a 61 n'hi havia dos o més.

### Piràmide de població
La piràmide de població per edats i sexe el 2009 era:
| Homes | Edats   | Dones |
| ----- | ------- | ----- |
| 0     | 95 o +  | 0     |
| 0     | 90 a 94 | 0     |
| 0     | 85 a 89 | 4     |
| 0     | 80 a 84 | 0     |
| 0     | 75 a 79 | 0     |
| 0     | 70 a 74 | 4     |
| 20    | 65 a 69 | 4     |
| 4     | 60 a 64 | 4     |
| 0     | 55 a 59 | 0     |
| 0     | 50 a 54 | 4     |
| 16    | 45 a 49 | 4     |
| 8     | 40 a 44 | 0     |
| 12    | 35 a 39 | 24    |
| 0     | 30 a 34 | 0     |
| 0     | 25 a 29 | 4     |
| 4     | 20 a 24 | 0     |
| 12    | 15 a 19 | 0     |
| 8     | 10 a 14 | 12    |
| 8     | 5 a 9   | 8     |
| 12    | 0 a 4   | 4     |

## Economia
El 2007 la població en edat de treballar era de 173 persones, 149 eren actives i 24 eren inactives. De les 149 persones actives 142 estaven ocupades (77 homes i 65 dones) i 8 estaven aturades (3 homes i 5 dones). De les 24 persones inactives 1 estava jubilada, 14 estaven estudiant i 9 estaven classificades com a «altres inactius».

### Ingressos
El 2009 a Saint-Blaise hi havia 88 unitats fiscals que integraven 254 persones, la mediana anual d'ingressos fiscals per persona era de 28.207 €.

### Activitats econòmiques
Dels 5 establiments que hi havia el 2007, 1 era d'una empresa de comerç i reparació d'automòbils, 2 d'empreses d'hostatgeria i restauració i 2 d'empreses de serveis.
L'any 2000 a Saint-Blaise hi havia 4 explotacions agrícoles.

## Poblacions més properes
El següent diagrama mostra les poblacions més properes.